# جوليان أوستين
جوليان أوستين هو لاعب هوكي الحقل كندي، ولد في 30 ديسمبر 1949 في تورونتو في كندا.

## وصلات خارجية
- جوليان أوستين على موقع الاتحاد الدولي للهوكي (الإنجليزية)
- جوليان أوستين على موقع أوليمبيديا (الإنجليزية)